# Sandile Hlatjwako
Sandile Hlatjwako (sinh ngày 14 tháng 2 năm 1988) là một cầu thủ bóng đá người Swaziland.

## Sự nghiệp quốc tế

### Bàn thắng quốc tế
Tỉ số và kết quả liệt kê bàn thắng của Swaziland trước.
| #  | Ngày                 | Địa điểm                                                            | Đối thủ  | Tỉ số | Kết quả | Giải đấu                                     |
| -- | -------------------- | ------------------------------------------------------------------- | -------- | ----- | ------- | -------------------------------------------- |
| 1. | 7 tháng 3 năm 2014   | Sân vận động Setsoto, Maseru, Lesotho                               | Lesotho  | 1–0   | 1–0     | Giao hữu                                     |
| 2. | 9 tháng 10 năm 2015  | Sân vận động El Hadj Hassan Gouled Aptidon, Djibouti City, Djibouti | Djibouti | 4–0   | 6–0     | Vòng loại giải vô địch bóng đá thế giới 2018 |
| 3. | 17 tháng 10 năm 2015 | Sân vận động Quốc gia Somhlolo, Lobamba, Swaziland                  | Djibouti | 1–0   | 2–1     | Vòng loại giải vô địch bóng đá thế giới 2018 |
| 4. | 17 tháng 10 năm 2015 | Sân vận động Quốc gia Somhlolo, Lobamba, Swaziland                  | Djibouti | 2–1   | 2–1     | Vòng loại giải vô địch bóng đá thế giới 2018 |